# Lucas Román
Lucas Ayrton Román (Buenos Aires, Argentina, 10 de febrero de 2004), conocido deportivamente como Pocho, es un futbolista argentino que se desempeña como delantero en el Club Atlético Tucumán de la Primera División de Argentina.

## Trayectoria

### Ferro
Pocho Román accedió a Ferro siendo muy niño desde el tradicional Club Oeste, de fútbol infantil. 
El 1 de agosto del 2018 se coronó campeón de la Séptima División. Firmó su primer contrato como profesional a los 16 años, el 23 de julio del 2020, con una duración de dos años hasta el 31 de diciembre del 2022 siendo que todavía formaba parte de las canteras de su club. Un año después se consagraría campeón en la Sexta División de inferiores.
Su debut como profesional se produjo el 28 de febrero de 2022, en el torneo de la Primera B Nacional de su país. Su equipo Ferro enfrentó a Quilmes y fue derrotado por 2 a 1. Ingresó desde el banco de suplentes en el minuto 31 del segundo tiempo en lugar de Juan Ruiz Gómez.
El 28 de marzo, Román convertiría su primer gol como profesional en el partido entre Instituto y Ferro, a los 37 minutos del primer tiempo. En total, en Ferro alcanzó a disputar 27 partidos y convirtió 3 goles.
El 3 de junio del 2022 tras una larga negociación Lucas Román renovó su contrato con el verde hasta el 31 de diciembre del 2023. Sin embargo, dilaciones operadas por la comisión directiva de Ferro, encabezada por el empresario Daniel Pandolfi, en el marco de la privatización del fútbol profesional del mencionado club, permitieron su salida de la institución.

### Barcelona F.C.
El 18 de enero de 2023, el Fútbol Club Barcelona anunció su fichaje hasta 2026 con una cláusula de 400 millones de euros. El 18 de marzo marcaría su primer gol en la filial del conjunto blaugrana ante el Real Unión en el marco de la jornada 28 de la Primera Federación.
El 14 de agosto de 2024, firma por el F. C. Cartagena de la Segunda División de España, cedido por el Fútbol Club Barcelona durante una temporada.

### Club Atlético Independiente
El 31 de enero de 2025, firma por el Club Atlético Independiente de la Primera División de Argentina por tres temporadas y el 60% de la ficha pertenecería al club argentino.

### Atlético Tucumán
En julio de 2025 se sumó a Atlético Tucumán para disputar el Torneo Clausura.

## Selección nacional

### Selección Argentina Sub-15
Fue citado en varias ocasiones a la selección argentina Sub-15 dirigida por Pablo Aimar.

### Selección Argentina Sub-20
El 22 de abril de 2022 es convocado a la Selección Argentina Sub-20 dirigida por Javier Mascherano para entrenarse de cara al Torneo Maurice Revello de 2022, torneo al cual no terminaría siendo convocado. Vuelve a ser convocado en julio del mismo año para disputar un lugar de cara al Torneo de l'Alcudia El 20 de julio se confirma su convocatoria a la Selección Argentina Sub-20 que disputaría el Torneo internacional de fútbol sub-20 de la Alcudia de 2022.

### Selección de Italia sub-20
El 21 de agosto de 2023 fue convocado por el entrenador Carmine Nunziata para disputar los encuentros en septiembre de la fecha 2 y 3 de la Elite League

## Estadísticas

### Clubes
Actualizado al último partido disputado el 01 de febrero de 2025.
| Club                             | Div.          | Temporada     | Liga  | Liga  | Liga   | Copas nacionales | Copas nacionales | Copas nacionales | Copas internacionales | Copas internacionales | Copas internacionales | Total | Total | Total  |
| Club                             | Div.          | Temporada     | Part. | Goles | Asist. | Part.            | Goles            | Asist.           | Part.                 | Goles                 | Asist.                | Part. | Goles | Asist. |
| -------------------------------- | ------------- | ------------- | ----- | ----- | ------ | ---------------- | ---------------- | ---------------- | --------------------- | --------------------- | --------------------- | ----- | ----- | ------ |
| Ferro Carril Oeste Argentina     | 2.ª           | 2022          | 27    | 3     | 1      | 0                | 0                | 0                | ―                     | ―                     | ―                     | 27    | 3     | 1      |
| Ferro Carril Oeste Argentina     | Total club    | Total club    | 27    | 3     | 1      | 0                | 0                | 0                | 1                     | 0                     | 0                     | 27    | 3     | 1      |
| F. C. Barcelona Atlètic · España | 1.ª F         | 2022-23       | 11    | 1     | 0      | ―                | ―                | ―                | ―                     | ―                     | ―                     | 11    | 1     | 0      |
| F. C. Barcelona Atlètic · España | 1.ª F         | 2023-24       | 17    | 1     | 2      | ―                | ―                | ―                | ―                     | ―                     | ―                     | 17    | 1     | 2      |
| F. C. Barcelona Atlètic · España | Total club    | Total club    | 28    | 2     | 2      | 0                | 0                | 0                | 0                     | 0                     | 0                     | 28    | 2     | 2      |
| FC Cartagena · España            | 2.ª           | 2024-25       | 19    | 2     | 0      | 3                | 0                | 0                | ―                     | ―                     | ―                     | 22    | 2     | 0      |
| FC Cartagena · España            | Total club    | Total club    | 19    | 2     | 0      | 3                | 0                | 0                | 0                     | 0                     | 0                     | 22    | 2     | 0      |
| Total carrera                    | Total carrera | Total carrera | 74    | 7     | 3      | 0                | 0                | 0                | 0                     | 0                     | 0                     | 77    | 7     | 3      |

## Palmarés

### Campeonatos internacionales
| Título                                    | Equipo           | Año  |
| ----------------------------------------- | ---------------- | ---- |
| Torneo Internacional Sub-20 de la Alcudia | Argentina sub-20 | 2022 |